# Hiệp Hòa, Bắc Ninh
Hiệp Hòa là một xã thuộc tỉnh Bắc Ninh, Việt Nam.

## Địa lý
Xã Hiệp Hòa có vị trí địa lý:
- Phía đông giáp phường Tự Lạn và xã Ngọc Thiện
- Phía tây giáp các xã Hợp Thịnh và Xuân Cẩm
- Phía nam giáp xã Yên Trung
- Phía bắc giáp xã Hoàng Vân.

Xã Hiệp Hòa có diện tích 62,18 km², dân số 90.443 người, mật độ dân số đạt 1.454 người/km².

## Lịch sử
Trước năm 1949, thị trấn Thắng thuộc xã Đức Thắng nằm trong tổng Đức Thắng.
Năm 1949, thành lập xã Hưng Đạo trên cơ sở xã Hùng Thắng; thôn Trung Sơn của xã Thái Sơn và xã Đức Thắng.
Ngày 20 tháng 7 năm 1957, Bộ Nội vụ ban hành Nghị định số 483-NV/ND/TT về việc:
- Thành lập thị trấn Đức Thắng trên cơ sở thôn Quang Trung và thôn Quang Chính của xã Hưng Đạo.[4][6]
- Sáp nhập thôn Trung Sơn của xã Hưng Đạo vào xã Thái Sơn.[4]

Năm 1971, Hội đồng Chính phủ ban hành Quyết định về việc:
- Đổi tên thị trấn Đức Thắng thành thị trấn Thắng.
- Đổi tên xã Hưng Đạo thành xã Đức Thắng.[4]

Ngày 18 tháng 1 năm 2012, Bộ Xây dựng ban hành Quyết định số 63/QĐ-BXD về việc công nhận thị trấn Thắng mở rộng là đô thị loại IV.
Đến năm 2018, thị trấn Thắng có diện tích 1,21 km², dân số là 5.635 người, mật độ dân số đạt 4.657 người/km². Xã Đức Thắng có diện tích 10,14 km², dân số là 13.198 người, mật độ dân số đạt 1.302 người/km².
Ngày 11 tháng 7 năm 2019, HĐND tỉnh Bắc Giang ban hành Nghị quyết số 19/NQ-HĐND về việc:
- Thành lập tổ dân phố số 1 trên cơ sở khu 1, khu 2 và một phần của khu 3.
- Thành lập tổ dân phố số 2 trên cơ sở một phần của khu 3 và một phần của khu 5.
- Thành lập tổ dân phố số 3 trên cơ sở khu 4 và một phần của khu 5.

Ngày 21 tháng 11 năm 2019, Ủy ban Thường vụ Quốc hội ban hành Nghị quyết số 813/NQ-UBTVQH14 về việc sắp xếp các đơn vị hành chính cấp xã thuộc tỉnh Bắc Giang (nghị quyết có hiệu lực từ ngày 1 tháng 1 năm 2020). Theo đó, sáp nhập toàn bộ 10,14 km² diện tích tự nhiên và 13.198 người của xã Đức Thắng vào thị trấn Thắng.
Thị trấn Thắng có 11,35 km² diện tích tự nhiên và quy mô dân số 18.833 người.
Ngày 16 tháng 6 năm 2025, Ủy ban Thường vụ Quốc hội ban hành Nghị quyết số 1658/NQ-UBTVQH15 của UBTVQH về việc sắp xếp các đơn vị hành chính cấp xã của tỉnh Bắc Ninh năm 2025. Theo đó, sắp xếp toàn bộ diện tích tự nhiên, quy mô dân số của thị trấn Thắng và các xã Đông Lỗ, Đoan Bái, Danh Thắng, Lương Phong thành xã mới có tên gọi là xã Hiệp Hòa.

## Kinh tế - xã hội

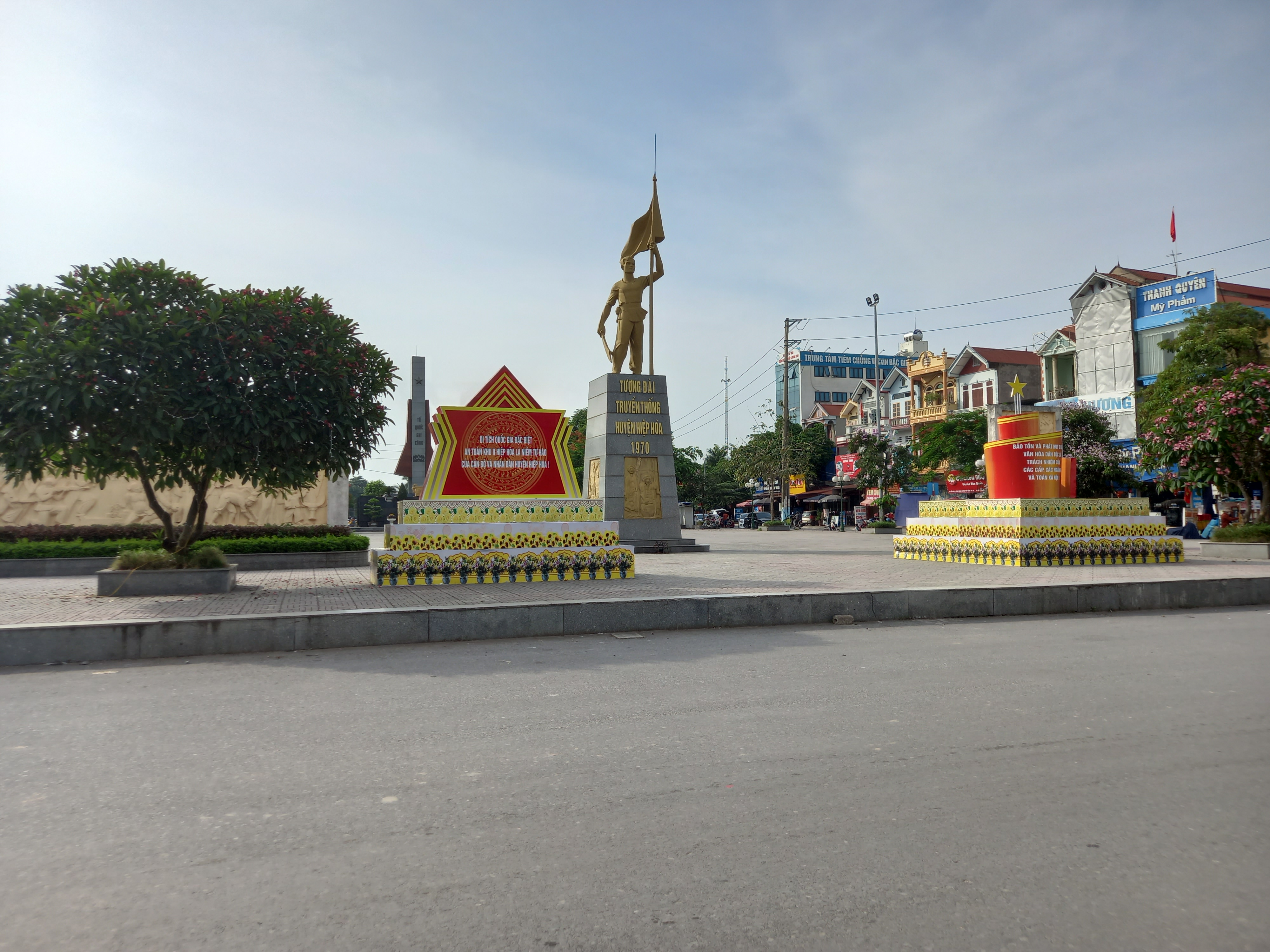
Tượng đài và quảng trường ở ngã sáu thị trấn Thắng

Thị trấn Thắng có nhiều địa danh lịch sử, gắn liền với truyền thống cách mạng anh hùng của huyện Hiệp Hòa tiêu biểu như Tượng đài truyền thống huyện Hiệp Hòa xây dựng từ năm 1970 đặt tại Ngã sáu quảng trường trung tâm thị trấn, ngoài ra còn có các di tích văn hóa như Lăng Dinh Hương, cây đa 700 năm tuổi.
Thị trấn Thắng là nơi đặt tất cả các cơ quan hành chính của huyện Hiệp Hòa như: UBND – HĐND huyện,...
Một số trường học trên địa bàn thị trấn: 
- Trường THPT Hiệp Hòa số 1 (thành lập năm 1961).
- Trường THPT Hiệp Hòa số 5.
- TTGDTX & Dạy nghề huyện Hiệp Hòa.
- Trường THCS Chất lượng cao thị trấn Thắng.
- Trường Tiểu học thị trấn Thắng.
- Trường Mầm non Hoa Phượng.

Hệ thống cơ sở vật chất phục vụ thể thao của thị trấn Thắng đang trong giai đoạn hoàn thiện và nâng cấp hiện đại đồng bộ.

## Giao thông

### Đường bộ
Là đô thị có hệ thống giao thông vô cùng thuận lợi, Ngã 6 trung tâm Thị trấn là giao nơi giao cắt các tuyến giao thông quan trọng như quốc lộ 37, tỉnh lộ 288, 295, 296 các tuyến giao thông nội thị đang được nâng cấp hiện đại.
Với tốc độ đô thị hóa nhanh yêu cầu cải tạo nâng cấp giao thông là cấp bách nên thời gian qua Thị trấn đã tập trung nâng cấp nhiều tuyến đường nội thị quan trọng như: Tràng Than – Trạm nước sạch, Ngã 4 Bệnh viện, Thắng – Gầm, Thắng – Đông Xuyên, Thắng – Cao Thượng
Trong thời gian tới dự kiến đường từ Thắng tới Khu Công nghiệp Yên Bình (Thái Nguyên) sẽ được cải tạo và xây cầu nối huyện Hiệp Hòa và thành phố Phổ Yên để thúc đẩy giao lưu kinh tế

### Xe buýt - khách
- 003: Thành phố Bắc Giang – KCN Đình Trám – Thị trấn Bích Động – Thị trấn Thắng – Cầu Ca (Phú Bình, Thái Nguyên).
- 210: Bến xe Gia Lâm – Thị xã Từ Sơn – Thị trấn Chờ – Cầu Đông Xuyên – Thị trấn Thắng.